# Hans Heinrich Kuffer
Hans Heinrich Kuffer, zeitgenössisch auch Hannß Heinrich Kuffer, († 13. August 1692 in Wittenberg) war ein kursächsischer Ingenieur, Oberst, Kommandant der Festung Wittenberg und Rittergutsbesitzer im Amt Schweinitz.

## Leben
Hans Heinrich Kuffer erwarb 1668 vom Papiermachermeister Johann Heinrich Möring zum Preis von 2000 Gulden die Rothe Mühle in Prühlitz bei Dobien, die er von diesem betreiben ließ. Er besaß gleichzeitig auch die Neumühle bei Rothemark und die Winsheim-Mahlmühle.
Bereits 1672 war er Oberst über das Leibregiment zu Fuß des Kurfürsten Johann Georg von Sachsen und Kommandant der Kurfestung Wittenberg. Im darauffolgenden Jahr wurde er von der Lehnskanzlei Dresden mit dem Rittergut Hemsendorf belehnt, das er zuvor von den Nachkommen seines Amtsvorgängers als Kommandant der Festung Wittenberg, Wolf Otto von Thümmel, käuflich erworben hatte.
1679 war Hans Heinich Kuffer Oberst des ersten Leibregiments und Kommandant zu Wittenberg. Er hatte zu diesem Zeitpunkt seine Artillerieausbildung erfolgreich beendet, wofür er von Kurfürst Johann Georg von Sachsen nach abgelegter Probe einen eigenhändig unterschriebenen Lehrbrief ausgehändigt erhielt.
Er führte das nach ihm benannte Kufferische Regiment, in dem als sein Stellvertreter der Oberstleutnant Georg Sebastian von Schmertzing sowie sein späterer Schwiegersohn, Christian Dietrich von Röbel als Oberstwachtmeister dienten. Auch Hannibal August von Schmertzing diente in diesem Regiment im Dienstgrad eines Hauptmanns.
Nach seinem Tod wurde Hans Heinrich Kuffer in Hemsendorf beigesetzt. Er hinterließ zwei Söhne und drei Töchter, die seinen Besitz untereinander aufteilten. Das Rittergut Hemsendorf wurde 1702 an Christian Dietrich von Röbel verkauft.

## Ehrungen
- Für seine militärischen Verdienste erhielt er vom Kurfürsten von Sachsen 1677 das Recht der Ober- und Hohen Jagd auf seinen Besitzungen, dem Rittergut Hemsendorf mit den zugehörigen Dörfern Hemsen-, Gors- und Ruhlsdorf verliehen.
- Zum Gedenken seiner Verdienste bei der Befreiung der Stadt Wien von den türkischen Besetzern wurde für ihn in der Magdalenenburg auf der Festung Königstein ein Ehren- und Gedächtniszimmer eingerichtet.